# Mohamed Achergui
Mohamed Achergui (arabisch محمد أشركي; * 14. März 1949 in Nador, Provinz Nador) ist ein marokkanischer Jurist, der von 2008 bis 2017 Präsident des Verfassungsgerichtshofes (Conseil constitutionnel) war.

## Leben
Mohamed Achergui begann nach dem Schulbesuch ein Studium der Literaturwissenschaften, das er mit einem Diplôme d’études approfondies (DEA) abschloss. Ein weiteres Studium der Politikwissenschaften beendete er 1981 mit einem Diplôme d’études supérieures spécialisées (DESS). Ein darauf folgendes postgraduales Studium der Rechtswissenschaften schloss er 1985 mit einem Doktorat im öffentlichen Recht ab. Er war zwischen 1989 und 1995 Berater des Finanzministeriums sowie zugleich von 1990 bis 1995 Professor sowie Dekan der Juristischen Fakultät der Hassan II Ain Chok-Universität in Casablanca. Im Anschluss war er zwischen 1995 und 2001 Sonderberater des Generaldirektors des 1920 gegründeten Phosphatindustrieunternehmens Office Chérifien des Phosphates.
Nachdem Achergui zwischen 2001 und 2008 Generalstaatsanwalt (Procureur général du Roi) am Rechnungshof (Cour des comptes) war, wurde er am 8. Juli 2008 von König Mohammed VI. zum Präsidenten des Verfassungsgerichtshofes (Conseil constitutionnel) ernannt. Er bekleidete dieses Amt bis 2017. Er erhielt unter anderem den Preis für Human- und Sozialwissenschaften.